# ادریس جزایری
ادریس جزایری (به عربی: إدريس الجزائري)، کارشناس شورای حقوق بشر سازمان ملل و گزارشگر شورای حقوق بشر سازمان ملل متحد است. وی با نمایندگان کمیسیون اروپا، پارلمان اروپا و سرویس‌های اقدامات خارجی اروپا در ارتباط است. جزایری گزارش‌های خود را به شورای حقوق بشر ارائه می‌کند.
وی کارشناس مستقل الجزایری است که از سوی شورای حقوق بشر سازمان ملل متحد به‌عنوان گزارشگر ویژه این شورا جهت بررسی تأثیرات منفی تحریم‌های آمریکا بر حقوق بشر [در کشورهای هدف تحریم‌ها] فعالیت می‌کند.

## دیدگاه‌ها
ادریس جزایری معتقد است تحریم‌ها علیه ونزوئلا، ایران و کوبا نقض آشکار حقوق بشر محسوب می‌شود.
وی معتقد است تلاش برای براندازی حکومت‌ها از طریق اقدامات اقتصادی می‌تواند به نقض ابتدایی‌ترین حقوق انسان‌ها بینجامد و این رویه هرگز یک رویه پذیرفته‌شده در روابط بین‌المللی نیست.
ادریس جزایری اعتقاد دارد اختلافات سیاسی بین دولت‌ها «نباید» از طریق ایجاد بحران‌های اقتصادی و انسانی حل و فصل شود. چراکه سوءاستفاده یک قدرت از برتری خود در عرصه‌های مالی بین‌المللی به‌منظور ایجاد دشواری‌های اقتصادی برای کشورهای مستقل، بر خلاف قوانین بین‌المللی بوده و حقوق شهروندان آن کشورهای هدف تحریم را به‌گونه‌ای اجتناب‌ناپذیر نقض می‌کند و این اقدامات در واقع مردم عادی را بازیچه و گروگان خود می‌کند.